# Laelianus
Ulpius Cornelius Laelianus(? - 269) was een usurpator die zich in het vroege voorjaar van 269 tot keizer van het Gallische keizerrijk liet uitroepen in oppositie tegen keizer Marcus Cassianius Latinius Postumus. Zijn revolte werd in mei/juni 269 door Postumus neergeslagen.

## Oorsprong
Er is weinig over Laelianus bekend. Hij kwam mogelijk uit Hispania, maar dat is absoluut niet zeker. Wel zijn hiervoor een drietal aanwijzingen. Hij had dezelfde nomen als een vooraanstaande Spaanse adellijke familie, de Ulpii, die onder anderen Trajanus onder zijn leden telde. Laelianus kan deel hebben uitgemaakt van deze familie. Deze hypothese wordt ondersteund door de sterke verwijzing naar Hispania op een afbeelding van een aureus die Laelianus liet slaan. De afbeelding laat een knielende Hispania zien met een konijn aan haar zijde. Als hij inderdaad deel uitmaakte van de gens Ulpia kan dit ook een verklaring zijn dat Hispania na zijn dood en die van Postumus zich in 269 schijnbaar zonder strijd weer verbond met het Romeinse keizerrijk onder Claudius II Gothicus.

## Opstand tegen Postumus
Laelianus riep zich na het afslaan van een invasie door de Germanen in februari/maart 269 in Mogontiacum (Mainz) tot keizer van het Gallische keizerrijk uit. Hoewel de exacte functie, die hij bekleedde, niet bekend is, denkt men dat hij een hoge officier onder Postumus was. Mogelijk was hij legatus van Germania Superior of commandant van de Legio XXII Primigenia. Vanwege de twee legioenen die hij commandeerde (Primigenia in Mainz en VIII, Augusta in Straatsburg) betekende de usurpatiepoging van Laelianus een sterk gevaar voor Postumus Desondanks duurde Laelianus' rebellie slechts ongeveer twee maanden. Hij werd naar verluidt door zijn eigen soldaten, of door de troepen van Postumus geëxecuteerd na een succesvolle belegering van Mogontiacum door Postumus. Dit beleg van Mainz werd overigens ook fataal voor Postumus. Hij werd naar men zegt door zijn eigen troepen gedood toen hij deze niet toestond om de stad Mogontiacum te plunderen.
Laelianus wordt onder de naam Lollianus in de Historia Augusta genoemd als een van de Dertig Tirannen.

## Voetnoten
1. ↑  Martindale, blz. 492
2. 1 2 3 4  Polfer, Laelianus
3. ↑  Zie Bestand:Aureus Laelius-RIC 0001.jpg
4. ↑  Canduci, blz. 91; Polfer, Laelianus
5. ↑   Potter, blz. 265
6. ↑   Canduci, blz. 91
7. ↑  Polfer, Laelianus; Canduci, blz. 91
8. ↑  Martindale, blz. 492
9. ↑  Southern, blz. 118

### Primaire bronnen
- Aurelius Victor, Liber de Caesaribus
- Eutropius, Brevarium, Book 9
- Historia Augusta, The Thirty Tyrants

### Secundaire bronnen
- Southern, P., The Roman Empire from Severus to Constantine, Routledge, 2001
- Jones, A.H.M., Martindale, J.R., The Prosopography of the Later Roman Empire, Vol. I: AD 260-395, Cambridge University Press, 1971
- Canduci, Alexander Triumph & Tragedy: The Rise and Fall of Rome's Immortal Emperors, Pier 9, 2010, ISBN 978-1741965988